# Papillidiopsis papillata
Papillidiopsis papillata är en bladmossart som beskrevs av William Russell Buck och Benito C. Tan 1989 [1990. Papillidiopsis papillata ingår i släktet Papillidiopsis och familjen Sematophyllaceae. Inga underarter finns listade i Catalogue of Life.